# 2666 (роман)
2666 — изданный посмертно роман чилийского писателя Роберто Боланьо (1953—2003). Роман состоит из пяти частей, которые автор по экономическим соображениям собирался опубликовать как пять независимых книг, чтобы таким образом обеспечить жизнь своих детей после его смерти. Тем не менее после его смерти, наследники оценили литературную ценность произведения и решили издать его как один роман.

## Структура романа
Роман состоит из пяти следующих частей:
- История критиков рассказывает о четырёх людях: Пелетье, француз; Эспиноса, испанец; Морини, итальянец; и Лиз Нортон, англичанка. Все они преподаватели немецкой литературы, мистически связанные между собой страстью к таинственному немецкому писателю Бенно фон Архимбольди (Benno von Archimboldi), которого, кажется, никто никогда не видел, и который никогда не выигрывал ни одной премии, но слава которого постоянно растёт. Последний раз его видели в Мексике, идущим по дороге к деревне Санта Тереза, на севере страны.
- История Амальфитано, профессора философии из Чили (возможное alter ego писателя), который объездил полмира в попытке сбежать от диктатуры, разрушающей его родину. Он жил в Аргентине, Франции, Испании, в последней он женился и у него родилась дочь Роса; в конце жизни он оказывается в Санта Тереса, подвергая сомнениям сам смысл своего существования и суть событий, которые привели его именно в это место. С ужасом он наблюдает за тем, что происходит вокруг него.
- История Фейт. Фейт (fate в переводе с английского судьба, жребий) — нью-йоркский журналист и редактор одной афроамериканской газеты, специалист в политико-социальных темах, который по вине одной внезапной смерти, вынужден ехать в Санта Тереса, чтобы писать статью о боксёрском поединке, постепенно переходя от своего нью-йоркского образа жизни к жизни людей на границе Мексики, с её противоречиями и чрезмерностями.
- История преступлений, приближение к центральной оси всего романа — городу Санта Тереса в штате Сонора, и ужасным преступлениям, которые там происходят. Без какого-либо достойного объяснения, без явного убийцы, без мотива, но ужасные и тошнотворные, эти страшные события ставят метку на характере людей, которые прикасаются к нему.
- История Арчимбольди, таинственного немецкого писателя. История человека, подпитанного большим успехом, который он пережил в течение XX века в Европе, и в частности в Германии. В итоге судьба приводит его в Мексику, штат Сонора, город Санта Тереса. Положение Арчимбольди имеет много общего с положением, которое было у Боланьо в литературном мире, некоторые склонны видеть в нём ещё одно alter ego писателя.

## Переводы на русский язык
2666. М.: АСТ, 2022 (Перевод с испанского Марины Осиповой. ISBN 978-5-17-116780-6)